# Leptothorax athabasca
Leptothorax athabasca được phát hiện và miêu tả bởi Buschinger, A. & Schulz, A. năm 2008.